# Puerto Rico (Caquetá)
Puerto Rico es un municipio localizado en el departamento del Caquetá, al sur de Colombia. Es también conocido como la capital arrocera de este departamento, debido a la alta producción de este cereal. Este pueblo fue por donde entraron los primeros colonos al departamento.

## Localización
Puerto Rico, está ubicado al norte del departamento del Caquetá a una distancia de 97km de su capital Florencia y a 634km de Bogotá.

## División Político-Administrativa
La cabecera municipal se encuentra dividida en los siguientes barrios:
El triunfo, Buenos Aires, Coagrorrico, El Coliseo, El Comercio, El Jardín, El Libertador, El Oasis, El Olímpico,  La Alianza, La Paz, Las Américas, Las Damas, Luis Hernando Turbay, Nuevo Horizonte, Puerto Limón, Rodrigo Turbay, San Fernando, Santa Fe, Siete de Agosto, Villa del Prado, Villa del Río, Villa Laura, Villa Natalia y Simón Claros.
Puerto Rico tiene bajo su jurisdicción los siguientes centros poblados:
- La Aguililla
- La Esmeralda
- Lusitania
- Santana Ramos
- Río Negro

#### Veredas
El municipio tiene constituido las veredas: La Estrella, Caimancito Bajo, El Cedral, La Represa, El Palmar, La Argentina, La Soledad, Alto Londres, La Chipa, el borugo, El Carmelo 

## Historia
Fecha de erección: 30 de septiembre de 1967.
Fundadores: Germán Cardona, Octavio Saldaña, Lucas Zúñiga y Alfredo Calderón
Su creación data de 1882, cuando 20 familias al mando del señor Rafael Vargas se establecieron en la margen derecha del río Guayas cerca al lugar de afluencia de la quebrada las Damas. A este pintoresco lugar llegaron los colonizadores, para dedicarse a la explotación de quina o cinchona, caucho blanco, colorado, negro y la siringa.
Fernando Velasco, natural de Guayaquil (Ecuador), empleado de la Compañía cauchera Vargas y Cano, fue quien bautizó el Guayas. Disgustos originados al interior de la Compañía provocó su desilusión quedándose como único dueño Miguel Cuéllar, quien días después se asoció con unos ingleses y Alemanes conformando así la poderosa compañía de Puerto Rico, capaz de competir con la compañía cauchera de Colón, conformada en San Jacinto (Hoy Algeciras Huila), por Augusto Buendía, quien en 1884 fundó Puerto Colón en la desembocadura de la quebrada el Cuervo.
La guerra de los mil días originada en 1899 desplazó hacia Puerto Rico gran cantidad de perseguidos políticos en busca de paz, la gran mayoría provenientes de! Huila, Cauca y Caldas. El 17 de junio de 1912, mediante el acta n.º 462 fue creada la comisaría del Caquetá y el caserío de Puerto Rico pasó a ser inspección de Policía, en 1915 fue elevado a la categoría de corregimiento.
Poco después entró en decadencia y casi desaparece, pero en 1925 volvió a surgir desorganizadamente. Posteriormente en 1937 por iniciativa de los señores Germán Cardona, Octavio Saldaña, Lucas Zúñiga y Alfredo Calderón, se hizo el trazado urbanístico formal. El 30 de septiembre de 1967, fue elevado a la categoría de Municipio mediante el decreto n.º 1.

## Símbolos
Himno
Autor: Uriel Serna – Gustavo García música: Henoc Cediel
Coro.
Puerto Rico ciudad de mis ensueños
Campo bello de mi bello Caquetá
Hoy tus hijos te brindan tributo
Con cariño, respeto y amistad.
I
Airoso te baña el río Guayas
Fiel Testigo de tu Fundación
Por tus aguas llegaron los colonos
Y crearon tu bella población.
II
Cano y Vargas son tus fundadores
Miguel Cuellar, tu nombre escribió
Fuiste rica como región cauchera
Opulenta de nuestra región.
Coro.
Puerto Rico ciudad de mis ensueños
Campo bello de mi bello Caquetá
Hoy tus hijos te brindan tributo
Con cariño, respeto y amistad.
III
Eres cuna de grandes colonos
Primitivo de nuestra región
Que habitaron tus selvas y llanuras
Y legaron con el Corazón.
IV
Gran ciudad progresista y hermosa
Adelante por siempre estarás
Y serás la bandera y ejemplo
Por Colombia y por el Caquetá.
Coro.
Puerto Rico ciudad de mis ensueños
Campo bello de mi bello Caquetá
Hoy tus hijos te brindan tributo
Con cariño, respeto y amistad.

## Festividades
Semana Santa
La Semana Santa en Puerto Rico desde hace unos años ha venido cogiendo más fuerza y mayor congregación de feligreses ya que son desfiles sacros que recuerdan la pasión de Jesucristo por medio de las imágenes que van sobre los pasos que desfilan durante la Semana Santa por las principales calles del municipio. 
Reinado San Juanero Huilense
Realizado anualmente a finales del mes de junio en el marco de las fiestas de San Juan. Se realiza en dos categorías "Embajadora infantil" y "Reina Juvenil del San Juanero Huilense"; Donde reúne a las niñas más hermosas de nuestro municipio a participar en la interpretación de este maravilloso baile a ritmo de bambuco. 
Festival de Verano de Recuperación y Conservación del río Guayas
Un evento que se realiza con el fin de preservación del medio ambiente donde se programan diversas actividades para los turistas y locales, fiesta que se desarrolla a orillas del majestuoso río Guayas.

## Economía
Es un gran productor de ganados bovinos, porcinos y equinos.
La dinámica agropecuaria está representada por la producción de plátano, yuca, arroz, maíz, café y caña de azúcar. La variedad de pastos favorecen la producción de ganado.
Existen algunas especies menores que contribuyen con la economía como la piscicultura que ha tomado impulso con el establecimiento de unidades (estanques) comerciales y de auto consumo. La avicultura y porcicultura son explotaciones complementarias y de subsistencia en las fincas de pequeños productores, carentes de tecnología en materia de selección, sanidad y nutrición.
Esta última es básicamente con productos de la región. El sector industrial y comercial se halla representado en pequeñas industrias de bloques de cemento, machihembradoras, modisterías, panaderías; el movimiento comercial se realizará en 536 establecimientos aproximados que consisten, especialmente en épocas de festividades, ferias y eventos culturales. El sector minero se ve favorecido por el asfalto, el carbón de piedra y el granito.

## Estructura política y administrativa
El Alcalde es el jefe de gobierno y de la administración municipal, representando legal, judicial y extrajudicialmente al municipio. Es un cargo de elección popular para un período de cuatro años mediante sufragio universal y directo. Bajo su responsabilidad se encuentran las secretarías e institutos municipales cuyos funcionarios principales son nombrados por el alcalde en funciones.
El Concejo municipal posee atribuciones legislativas y es el encargado de ejercer el control político en la administración municipal. Se encuentra compuesto por 13 concejales, los cuales son elegidos democráticamente cada cuatro años.